# Bassaniodes
Bassaniodes – rodzaj pająka z rodziny ukośnikowatych, opisany przez Pococka w 1903 roku, zawierający tylko jeden gatunek, B. socotrensis występujący na Sokotrze.

## Gatunki
- Bassaniodes socotrensis Pocock, 1903 (Sokotra)